# Espectroscopia de absorción de rayos X

Transiciones que contribuyen a los bordes XAS

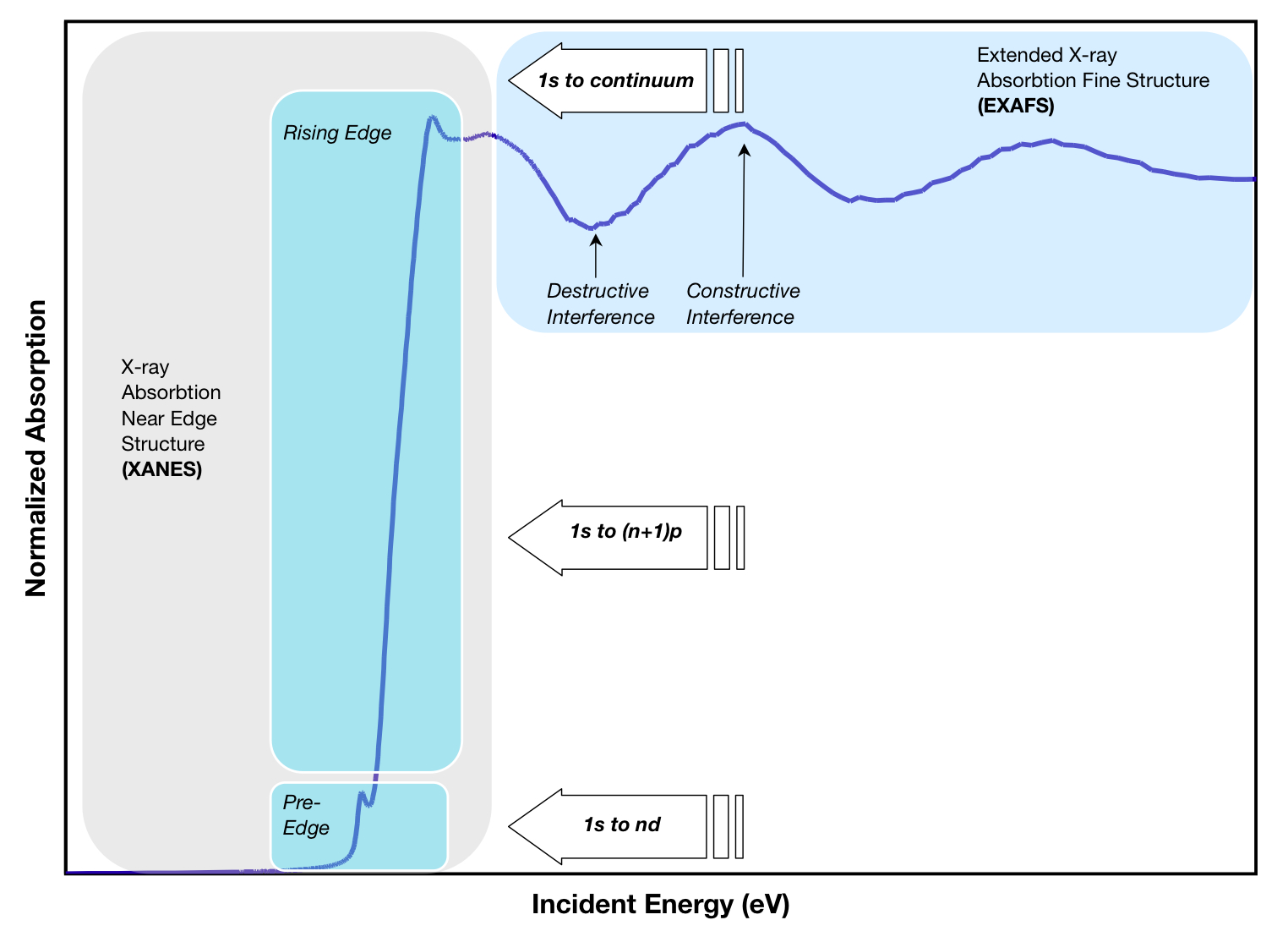
Tres regiones de datos XAS para el K-edge

La espectroscopia de absorción de rayos X (XAS) es una técnica ampliamente utilizada para determinar la estructura geométrica y/o electrónica local de la materia. El experimento generalmente se realiza en instalaciones de radiación de sincrotrón, que proporcionan haces de rayos X intensos y sintonizables. Las muestras pueden estar en fase gaseosa, soluciones o sólidos.

## Trasfondo
Los datos XAS se obtienen ajustando la energía del fotón, usando un monocromador cristalino, a un rango donde los electrones internos pueden ser excitados (0.1-100 keV). Los bordes se denominan, en parte, por el electrón del núcleo que se excita: los números cuánticos principales n = 1, 2 y 3 corresponden a los bordes K, L y M, respectivamente. Por ejemplo, la excitación de un electrón 1s ocurre en el borde K, mientras que la excitación de un electrón 2s o 2p ocurre en un borde L.
Hay tres regiones principales que se encuentran en un espectro generado por datos XAS que luego se consideran técnicas espectroscópicas separadas:
1. El umbral de absorción determinado por la transición a los estados desocupados más bajos: 
  - Los estados en el nivel de Fermi en metales dando un "borde ascendente" con forma de arco tangente
  - Los excitones del núcleo enlazado en aisladores con forma de línea lorentziana (ocurren en una región previa al borde a energías más bajas que las transiciones al nivel desocupado más bajo)
2. La estructura de borde cercano de absorción de rayos X (XANES), introducida en 1980 y posteriormente en 1983 y también llamada NEXAFS (estructura fina de absorción de rayos X de borde cercano), que está dominada por transiciones centrales a estados casi ligados (resonancias de dispersión múltiple) para fotoelectrones con energía cinética en el rango de 10 a 150 eV por encima del potencial químico, llamadas "resonancias de forma" en espectros moleculares, ya que se deben a estados finales de vida corta degenerados con el continuo con la forma de línea de Fano. En este rango son relevantes las excitaciones multielectrónicas y los estados finales de muchos cuerpos en sistemas fuertemente correlacionados;
3. En el rango de alta energía cinética del fotoelectrón, la sección transversal de dispersión con los átomos vecinos es débil y los espectros de absorción están dominados por EXAFS (estructura fina de absorción de rayos X extendida), donde la dispersión del fotoelectrón expulsado de los átomos vecinos puede aproximarse mediante eventos de dispersión únicos. En 1985, se demostró que la teoría de dispersión múltiple se puede utilizar para interpretar tanto XANES como EXAFS; por lo tanto, el análisis experimental centrado en ambas regiones ahora se llama XAFS.

La XAS es un tipo de espectroscopia de absorción de un estado inicial central con una simetría bien definida; en consecuencia, las reglas de selección de la mecánica cuántica seleccionan la simetría de los estados finales en el continuo, que suelen ser una mezcla de múltiples componentes. Las características más intensas se deben a las transiciones permitidas por el dipolo eléctrico (es decir, Δℓ = ± 1) a estados finales desocupados. Por ejemplo, las características más intensas de un borde K se deben a las transiciones centrales de 1s → estados finales tipo p, mientras que las características más intensas del borde L3 se deben a estados finales 2p → tipo d.
La metodología XAS se puede dividir ampliamente en cuatro categorías experimentales que pueden dar resultados complementarios entre sí: metal K-edge, metal L-edge, ligand K-edge y EXAFS.
El medio más obvio para mapear muestras heterogéneas más allá del contraste de absorción de rayos X es a través del análisis elemental por fluorescencia de rayos X, similar a los métodos EDX en microscopía electrónica.

## Aplicaciones
La XAS es una técnica utilizada en diferentes campos científicos, incluida la física molecular y de materia condensada, ciencia e ingeniería de materiales, química, ciencias de la tierra y biología. En particular, su sensibilidad única a la estructura local, en comparación con la difracción de rayos X, se ha aprovechado para estudiar:
- Sólidos amorfos y sistemas líquidos
- Soluciones sólidas
- Materiales de dopaje e implantación de iones para electrónica
- Distorsiones locales de redes cristalinas.
- Compuestos organometálicos
- Metaloproteínas
- Racimos de metal
- Catálisis
- Iones en soluciones
- Especiación de elementos
- Agua líquida y soluciones acuosas
- Se utiliza para detectar fracturas óseas.
- Se utiliza para determinar la concentración de cualquier líquido en cualquier tanque.